# Pedro de Escavias
Pedro de Escavias fue un escritor, historiador y poeta castellano del Prerrenacimiento, que floreció en torno al año 1470.

## Biografía
Fue alcalde de Andújar, Jaén, cargo en el que tuvo frecuentes conflictos con la familia de los Palominos, y ayudó al condestable Miguel Lucas de Iranzo a sostener el Reino de Jaén. Proveyó al rey Enrique IV de un reducto fiel en el sur durante la crisis del rey intruso Alfonso el Inocente, nombrado en la Farsa de Ávila. Escribió poemas dentro de la corriente denominada lírica cancioneril, de los que han subsistido 22 conservados 18 en el Cancionero de Gallardo-San Román, y 4 en el Cancionero de Oñate y Castañeda; entre estos poemas hay una serrana, «Llegando cansado yo / al puerto la Peralosa...». Como historiador, se le debe una historia de España titulada Repertorio de príncipes; se cree, fundamentalmente por razones de lenguaje y estilo —hay textos semejantes entre esta obra y sus Coplas dirigidas al condestable Miguel Lucas, criado del señor rey, 1463— que es también autor de Hechos del condestable Miguel Lucas de Iranzo, editados por Juan de Mata Carriazo en 1940 y cuya fecha de composición suele fijarse entre marzo de 1472 y diciembre de 1474, fecha de la muerte del rey Enrique IV.

## Obra
- Repertorio de príncipes y obra poética del alcaide Pedro de Escavias, ed. de Michel García, Jaén: Instituto de Estudios Giennenses (CSIC), 1972.
- Hechos del condestable Miguel Lucas de Iranzo, ed. de Juan de Mata Carriazo, Madrid: Espasa-Calpe, 1940.